# Forces armées du Moyen-Orient
Les forces armées du Moyen-Orient sont les armées nationales de la région Moyen-Orient. Les pays du conseil de coopération du Golfe (créé en 1981) ont signé des accords de coopération et de sécurité commune en matière de défense et de lutte antiterroriste, et font partie d'organisations internationales de coopération militaire. Mais ils ne sont pas parvenus à mettre en place une structure collective au sein d'un commandement unique.
Le pacte de Bagdad (1955-1979) regroupait autour du Royaume-Uni, l'Iran, l'Irak, la Turquie et le Pakistan. Construite sur le modèle de l'OTAN et conçue comme le prolongement de l'OTASE au Moyen-Orient, cette alliance contraignait les nations aussi bien à la coopération mutuelle et à la protection qu'à la non-intervention dans les affaires des autres membres.
Les armées nationales modernes des différents pays s'affrontèrent à de nombreuses reprises, notamment lors des différentes guerres entre les pays arabes et Israël (guerre israélo-arabe de 1948-1949, guerre des Six Jours, guerre du Kippour...), lors de la première et la seconde guerre du Golfe. Plus récemment, les forces militaires des pays de la péninsule arabique ont eu à se battre contre des groupes terroristes, notamment au Yémen, au sud de l'Arabie saoudite, en Syrie, en Irak et dans le Sinaï égyptien.

## Politique de défense
La mise en place d'organisations de coopération régionale a permis de développer la défense régionale :
- Le Conseil de coopération du Golfe qui regroupe l'Arabie saoudite, le Bahreïn, les Émirats arabes unis, le Koweït, Oman et le Qatar a déjà mis en place des forces internationales de défense et tente d'étendre la coopération militaire entre les différents États par des exercices militaires conjoints[6]. Une force militaire commune non permanente a ainsi été établie sous le nom de « Bouclier de la Péninsule ».

- La Ligue arabe possède également un organe chargé de la coordination militaire entre les États membres, le Conseil de défense. Celui-ci a été institué en 1950 par le traité de défense commune et de coopération économique[7].

- L'Organisation du traité de l'Atlantique nord n'est représentée dans la région que par la Turquie, mais les États-Unis fournissent de l'aide militaire à Israël, l'Égypte, l'Arabie saoudite et certains États du Golfe[8].

- Le pacte de Bagdad, dissout en 1979, regroupait l'Irak, l'Iran et la Turquie autour d'une alliance militaire destinée à contenir l'expansion de l’aire d'influence de l'URSS au sud du Caucase.

- La République arabe unie, les États arabes unis et la Fédération arabe d'Irak et de Jordanie ont été des États éphémères comprenant tous un projet de défense commune.

- Dans le cadre de la guerre civile yéménite débutée en 2014, l'Arabie saoudite met en place une « coalition saoudienne » regroupant certains pays la Ligue arabe et de ses alliés (Pakistan).

- Plus largement, l'Arabie saoudite mène une alliance militaire islamique constituée afin de lutter contre le terrorisme dans l'ensemble du MENA[9].

## Dépenses militaires par pays
| Rang mondial | Forces armées       | Dépenses militaires | Pourcentage du PIB | Date |
| ------------ | ------------------- | ------------------- | ------------------ | ---- |
| 0            | a                   | 0                   | 0                  | 0    |
| 7            | Arabie saoudite     | 46 219              | 10,1 %             | 2012 |
| 14           | Émirats arabes unis | 26 062              | 6,9 %              | 2012 |
| 15           | Turquie             | 23 000              | 2,4 %              | 2013 |
| 24           | Iran                | 7 463               | 1,8 %              | 2012 |
| 35           | Irak                | 4 663               | 5,4 %              | 2012 |
| 39           | Koweït              | 4 700               | 4,4 %              | 2012 |
| 40           | Oman                | 4 047               | 9,7 %              | 2012 |
| 41           | Égypte              | 3 719               | 2,1 %              | 2012 |
| 53           | Syrie               | 2 236               | 4,0 %              | 2012 |
| 61           | Jordanie            | 1 400               | 6,1 %              | 2012 |
| 67           | Yémen               | 1 222               | 3,9 %              | 2012 |
| 73           | Liban               | 875                 | 4,1 %              | 2012 |
| 75           | Bahreïn             | 731                 | 3,7 %              | 2012 |
| 79           | Chypre              | 550                 | 1,8 %              | 2012 |

## États non reconnus
- Chypre du Nord
- État de Palestine